# 港区立港南小学校
港区立港南小学校（みなとくりつ こうなんしょうがっこう）は、東京都港区港南四丁目にある公立小学校。

## 概要
設立が1964年（昭和39年）と、港区内では比較的新しい公立小学校である。港区立港南幼稚園、港区立港南中学校が隣接している。西側にはJR・京急線の品川駅があり、北西側を都営浅草線の泉岳寺駅、JR高輪ゲートウェイ駅が、南側にはりんかい線の天王洲アイル駅が、東側側近を首都高速1号羽田線が走っている。周囲には教育施設が多く、北方向には東京都立港特別支援学校、少し離れた場所に港区立芝浦小学校、南方向隣接地には東京海洋大学品川キャンパスがある。
近年では東京都で最も児童数が多い公立小学校となっている。

## 沿革
出典
- 1963年（昭和38年）4月1日 - 東京都港区芝海岸通6丁目2番（旧番地）に東京都港区立芝浦小学校分校として開校。
- 1964年（昭和39年）
  - 4月1日 - 東京都港区立港南小学校として開校。
  - 4月27日 - 体育館講堂を新設。同日、開校・落成の両式典挙行。
  - 12月4日 - 校章と校旗を制定。
- 1965年（昭和40年）2月11日 - 校歌制定（作詞:勝承夫・作曲:小出浩平）。
- 1966年（昭和41年）7月20日 - プールが完成し、プール開き挙行。
- 1971年（昭和46年）10月4日 - 校舎冷暖房装置設置し、校舎防音二重窓完成。
- 1972年（昭和47年）2月5日 - 新校舎完成（南館）わ、
- 1974年（昭和49年）11月16日 - 開校10周年記念式典挙行。
- 1979年（昭和54年）5月2日 - 南館屋上掲揚ポール設置（東京オリンピックで使用）。
- 1982年（昭和57年）
  - 9月2日 - 本館2階と3階教室を改修。
  - 12月8日 - 体育館、屋上プール、理科室、図工室、視聴覚室新設。
- 1983年（昭和58年）
  - 3月2日 - 肢体不自由学級関連施設新設（東館・南館）。
  - 4月1日 - たけのこ学級（肢体不自由学級）開級。
- 1984年（昭和59年）11月17日 - 開校20周年開校式典挙行し、記念展覧会開催。
- 1990年（平成2年）10月15日 - ランチルームとコンピュータ室新設。
- 1993年（平成5年）9月30日 - 本館内部全面改修完了。普通教室にエアコン完備。
- 1994年（平成6年）
  - 2月3日 - 校庭花壇改修し、植栽。
  - 11月19日 - 開校30周年記念式典挙行。
- 1995年（平成7年）10月13日 - 国旗掲揚ポールを本館屋上へ移設。
- 1998年（平成10年）10月31日 - 耐震補強工事完了。
- 2002年（平成14年）
  - 4月1日 - エレベーター設置。
  - 8月31日 - 新校庭完成。
- 2004年（平成16年）11月20日 - 開校40周年記念式典挙行し、記念展覧会開催。
- 2006年（平成18年）3月20日 - 屋上緑化工事完成。
- 2008年（平成20年）4月1日 - わかば学級（知的障害学級）開級。
- 2010年（平成22年）
  - 3月23日 - 新校舎完成。
  - 5月15日 - 新校舎落成記念式典挙行。
- 2011年（平成23年）
  - 3月31日 - たけのこ学級（肢体不自由学級）閉級。
  - 11月 - グランウドを人工芝に改装。
- 2014年（平成26年）11月15日 - 開校50周年記念式典挙行。
- 2015年（平成27年）9月1日 - ランチルームを普通教室に改修。
- 2016年（平成28年）4月1日 - わくわく教室（特別支援教室）開設。
- 2019年（令和元年）5月18日 - 55周年記念集会開催。

## 教育方針
教育目標
人間尊重の精神を培い、心身ともに健やかで広く世界に目を向けた、個性豊かな意欲あふれる児童の育成を目指し次の目標を設定する。
「よく考えて学習する子」「すなおで心豊かな子」「進んではたらき協力する子」「健康でがんばりぬく子」
小学校の児童数と教員数
| 年度     | 児童総数 | 1年生 | 2年生 | 3年生 | 4年生 | 5年生 | 6年生 | 教員数 | 職員数 |
| -------- | -------- | ----- | ----- | ----- | ----- | ----- | ----- | ------ | ------ |
| 平成23年 | 749人    | 170人 | 148人 | 108人 | 110人 | 111人 | 102人 | 33人   | 5人    |
| 平成24年 | 802人    | 164人 | 164人 | 146人 | 109人 | 108人 | 111人 | 36人   | 6人    |
| 平成25年 | 876人    | 194人 | 166人 | 157人 | 145人 | 109人 | 105人 | 39人   | 7人    |
| 平成26年 | 960人    | 194人 | 189人 | 166人 | 158人 | 146人 | 107人 | 42人   | 8人    |
| 平成27年 | 1070人   | 209人 | 200人 | 188人 | 168人 | 161人 | 144人 | 47人   | 7人    |
| 平成28年 | 1141人   | 211人 | 207人 | 199人 | 191人 | 170人 | 163人 | 46人   | 7人    |
| 平成29年 | 1212人   | 240人 | 211人 | 203人 | 200人 | 190人 | 168人 | 52人   | 6人    |
| 平成30年 | 1270人   | 228人 | 238人 | 212人 | 204人 | 194人 | 194人 | 55人   | 9人    |
| 令和元年 | 1305人   | 231人 | 223人 | 238人 | 214人 | 206人 | 193人 | 59人   | 8人    |
| 令和2年  | 1349人   | 236人 | 226人 | 225人 | 237人 | 218人 | 207人 | 60人   | 10人   |
| 令和3年  | 1362人   | 217人 | 231人 | 226人 | 227人 | 242人 | 219人 | 65人   | 9人    |
| 令和4年  | 1360人   | 235人 | 213人 | 216人 | 226人 | 227人 | 243人 | 63人   | 9人    |
| 令和5年  | 1322人   | 212人 | 237人 | 213人 | 212人 | 221人 | 227人 | 62人   | 9人    |

## 通学区域
住所別通学区域
| 港南一丁目 - 五丁目 |
| ------------------- |
| 全域                |

進学先中学校
| 小学校学校名     | 中学校学校名     |
| ---------------- | ---------------- |
| 港区立港南小学校 | 港区立港南中学校 |

## 周辺
- 港区立港南中学校 - 同一敷地内で、かつ進学先中学校。
- 港区立港南幼稚園 - 同一敷地内で、かつ進学前幼稚園のひとつ。
- 港区立たかはま保育園 - 校地北側に隣接。かつ、進学前保育園のひとつ。
- 港区立こうなん保育園 - 港区道をはさんで、西側に隣接。かつ、進学前保育園のひとつ。
- 港区立港南和楽公園 - 港区道をはさんで、西側に隣接。かつ、港区立こうなん保育園の北側に隣接。
- 東京海洋大学
- 東京都道316号日本橋芝浦大森線 - 校地東側を通る。
- 首都高速道路1号羽田線 - 都道316号線の上を通る。
- 都営バス品川営業所港南支所 - 都道316号線をはさんで、東側に隣接。
- 東京モノレール
  - 羽田空港線 - 線路は学校付近で都道316号線・首都高1号羽田線に沿うが、天王洲アイル駅は、やや離れている。
  - 品川変電所
- 港区立港南緑水公園
- ミアヘルサ株式会社ミアヘルサ保育園ゆらりん港南緑水 - 港区立港南緑水公園に隣接、かつ進学前保育園のひとつ。
- 港区立港南いきいきプラザ（ゆとりーむ）
- このほか、都営港南四丁目第3アパートやシティタワー品川などのマンション・アパートも点在。

## 交通
- 都営バス「品96」系統・港区コミュニティバス「ちぃばす」「芝浦港南ルート」で、「港南小学校前」停留所より、校地西側の正門まで、
  - 都バス1番のりば（りんかい線天王洲アイル駅前→品川駅港南口）・ちぃばす180番のりば（田町駅東口→品川駅港南口）から、
    - 校地西側の正門まで、徒歩約240m・約4分（188番のりばと同一ルートなら約160mほどだが、横断歩道がある都道316号線と港区道との「港南小学校前」T字路交差点まで廻る必要があるため、約1.5倍の距離となる）。
    - 校地東側の門（都道316号線沿い）まで、徒歩約155m・約2〜3分。

  - ちぃばす188番のりば（品川駅港南口→田町駅東口）から、徒歩約135m・約2分。
  - 都バス2番のりば（品川駅港南口→りんかい線天王洲アイル駅前）から、校地東側の門（都道316号線沿い）まで、徒歩約170m・約3分。
- 都営バス「品99」系統・港区コミュニティバス「ちぃばす」「芝浦港南ルート」で、「港南四丁目」停留所下車後、校地東側の門まで、
  - ちぃばす179番のりば（田町駅東口→品川駅港南口）から、徒歩約150m・約2〜3分。
  - ちぃばす188-2番のりば（品川駅港南口→田町駅東口）から、すぐ近く（約40m）。
  - 都営1番のりば（港南中学校前経由品川駅港南口行）から、徒歩約230m・約4分。
  - 都営2番のりば（品川埠頭・京浜運河経由品川駅港南口行・東京出入国在留管理局前）から、徒歩約270m・約4分。
- JR東日本東海道本線・横須賀線・山手線・京浜東北線、JR東海東海道新幹線、京急電鉄本線品川駅（港南口）より、（都道316号線沿い）まで、徒歩約
  - 徒歩約780m・約12分。
  - 上述の「ちぃばす」に乗車し、「港南四丁目」停留所まで5分、「港南小学校前」停留所まで6分、下車後、徒歩。
  - 上述の都営バス「品96」に乗車し1分、「港南小学校前」停留所下車後、徒歩。
  - 上述の都営バス「品99」に乗車し4分、「港南四丁目」停留所下車後、徒歩。
- 東京モノレール羽田空港線天王洲アイル駅（中央口）から、徒歩約800m・約12分。
- 東京臨海高速鉄道りんかい線天王洲アイル駅（出口B）から、徒歩約1km強・約16分。